# Marie Karoline von Fuchs-Mollard
Marie Karoline von Mollard (14 de janeiro de 1681 - 27 de abril de 1754), conhecida como Charlotte, foi tutora e governanta de Maria Teresa da Áustria .

## Biografia
Nascida em Viena, Marie Karoline chegou à corte imperial como dama de companhia da futura rainha consorte de Portugal, Maria Ana de Áustria, filha de Leopoldo I do Sacro Império Romano-Germânico .
Casou-se em 1710 com o conde Christoph Ernst von Fuchs, com quem teve duas filhas (das quais apenas uma chegou à idade adulta ).
Em 1717, com o nascimento da arquiduquesa Maria Teresa, sua mãe, a imperatriz Isabel Cristina de Brunsvique-Volfembutel , encarregou a condessa de cuidar de sua educação . Além de ensinar-lhe etiqueta, Marie Karoline desenvolveu uma relação bastante próxima com a herdeira presuntiva, que a considerava uma segunda mãe . Quando Maria Teresa sucedeu seu pai como governante da Hungria, Boêmia e Áustria, presenteou a condessa com o Fuchsschlössl, um palacete nos arredores de Viena .
Marie Karoline morreu em Viena, em 27 de abril de 1754. Maria Teresa ordenou que ela fosse sepultada na Cripta Imperial de Viena, sendo a condessa a única pessoa fora da família imperial a quem foi concedido tal privilégio . Em sua sepultura foi colocada uma placa com palavras de gratidão à antiga tutora.

## Nota
- Este artigo foi inicialmente traduzido, total ou parcialmente, do artigo da Wikipédia em inglês cujo título é «Marie Karoline von Fuchs-Mollard», especificamente desta versão.